# Weltraumlagezentrum
Das deutsche Weltraumlagezentrum (WRLageZ) ist eine zivil-militärische Dienststelle der Luftwaffe der Bundeswehr und des Deutschen Zentrum für Luft- und Raumfahrt mit Sitz in Uedem in der Luftverteidigungs-Anlage Uedem. Es wurde am 1. Juli 2009 aufgestellt und ist militärisch seit dem 13. Juli 2021 dem neuen Weltraumkommando der Bundeswehr unterstellt. Das Zentrum wird von einer zivil-militärischen Doppelspitze befehligt. Es hat die Aufgabe, deutsche weltraumgestützte zivile Systeme (TanDEM-X) sowie militärische der Bundeswehr (SATCOMBw-2 und SAR-Lupe) zu schützen. Dazu werden alle erdnahen Objekte im Weltraum überwacht und bei Bedarf aufgeklärt, um einen verlässlichen und eindeutigen Objektkatalog zu erstellen und gegebenenfalls zu verifizieren.

## Aufgaben
Den Anstoß für die Errichtung des Weltraumlagezentrums gaben die durch den Generalinspekteur der Bundeswehr veröffentlichten konzeptionellen Grundvorstellungen der Bundeswehr zur militärischen Nutzung des Weltraums sowie die Überzeugung, dass die gesicherte Nutzung des Weltraums für weltweite militärische Operationen einen immer höheren Stellenwert erlangt. Aber auch außerhalb der Streitkräfte ist der uneingeschränkte Zugang zu Weltraumanwendungen mittlerweile essentiell. Der internationale Luftverkehr ist heute von Satellitennavigation abhängig und ein durch Wettersatelliten gewonnener Wetterbericht hilft, Unwetter rechtzeitig vorherzusagen und Schutzmaßnahmen einzuleiten. Die Flugbahnen von ungelenkten Raketen und Artilleriegeschossen werden durch Winde, Luftdruck und Luftschichten unterschiedlicher Luftfeuchtigkeit und Dichte beeinflusst. Diese Wetterdaten sind neben den Radarmessungen zur Berechnung von genauen Flugbahnen notwendig. Daher sind am Weltraumlagezentrum nicht nur die Luftwaffe, sondern auch zivile Stellen wie das Deutsche Zentrum für Luft- und Raumfahrt beteiligt.
Das Weltraumlagezentrum ist auf militärischer Seite Weltraumkommando der Bundeswehr unterstellt.
Der zivile Anteil des ressortgemeinsamen Weltraumlagezentrums wird von der Raumfahrtagentur im Deutschen Zentrum für Luft- und Raumfahrt gestellt. Gerald Braun leitet die Einrichtung seit 2011 mit Uwe Wirt als ständigem Vertreter seit 2019 gemeinsam mit wechselnden militärischen Ansprechpartnern in einer Doppelspitze.
Das Verbandsabzeichen (Wappen) zeigt auf Gebäuden und öffentlichen Auftritten auch das Logo des DLR.
Die Aufgaben im Einzelnen lauten:
- Erstellung und Bewertung der Weltraumlage in ressortübergreifender Kooperation.
- Beratung der Entscheidungsträger auf der strategischen, operativen und bei Bedarf taktischen Ebene bezüglich der Weltraumlage und deren möglichen Einflusses auf die eigene Operationsführung.
- Erstellen und Publizieren von Warnmeldungen vor Kollisionen mit Weltraumobjekten, wie z. B. Meteoriten oder Weltraumschrott.
- Erstellen und Bereitstellen von Prognosen über den Eintritt von Objekten in die Erdatmosphäre und das mögliche Schadenspotential.
- Erstellen und Publizieren von Warnmeldungen vor Angriffen auf eigene Satelliten (boden, luft- und raumbasiert) sowie Annäherung an eigene Satelliten.
- Analysieren und Bewerten von Informationen zu Raketenstarts und Raumfahrtprogrammen sowie Rüstungs-Aktivitäten im Bereich ballistische Raketen, Weltraumwaffen und Antisatellitenwaffen.
- Darstellen, Analysieren und Bewerten des Systemstatus, der Leistungsdaten, der Lebensdauer und des Zustands (health status) eigener und fremder Satellitensysteme (Raum- und Bodensegmente).[4]
- Beobachtung des Weltraumwetters, d. h. der Stärke des Sonnenwindes wegen seiner Auswirkungen auf Satellitensysteme.[5]

Im September 2018 nahm das Weltraumlagezentrum ein RC-Teleskop in Betrieb. Mitte 2021 ging das Phased-Array Radarsystem GESTRA (German Experimental Space Surveillance and Tracking Radar) auf der Schmidtenhöhe bei Koblenz in Betrieb. Geplant ist der Bau von zwei weiteren Teleskopen zur Weltraumbeobachtung bis 2026 auf dem Truppenübungsplatz Heuberg auf der Schwäbischen Alb bei Meßstetten im Zollernalbkreis.

## Leiter
| Name                            | von          | bis       |
| ------------------------------- | ------------ | --------- |
| Oberst i. G. Harald Borst       | 1. Juli 2009 | Jan. 2011 |
| Oberst i. G. Olaf Holzhauer     | Jan. 2011    | Dez. 2014 |
| Oberst i. G. Thomas Spangenberg | Dez. 2014    | 2017      |
| Oberst i. G. Marc Worch         | 2017         | 2021      |
| Oberst i. G. Marco Manderfeld   | 2021         |           |

| Name         | von          | bis |
| ------------ | ------------ | --- |
| Gerald Braun | 1. Juli 2009 |     |